# Монаші
Монаші́ — село Маразліївської сільської громади у Білгород-Дністровському районі Одеської області, Україна. Населення становить 862 осіб.
Відстань до облцентру становить близько 96,9 км і проходить автошляхом Н33 або 83 км автошляхом М15.
Відстань до райцентру становить близько 23 км і проходить автошляхом Н33.

## Населення
Згідно з переписом 1989 року населення села становило 1198 осіб, з яких 557 чоловіків та 641 жінка.
За переписом населення 2001 року в селі мешкало 860 осіб.

### Мова
Розподіл населення за рідною мовою за даними перепису 2001 року:
| Мова       | Відсоток |
| ---------- | -------- |
| українська | 91,88 %  |
| російська  | 5,22 %   |
| болгарська | 1,04 %   |
| молдовська | 1,04 %   |
| гагаузька  | 0,35 %   |
| білоруська | 0,12 %   |
| вірменська | 0,12 %   |